# Драчини (зупинний пункт)
Драчи́ни — пасажирський зупинний пункт Ужгородської дирекції Львівської залізниці.
Розташована на околиці села Драчино Мукачівського району Закарпатської області між станцією Свалява та зупинним пунктом Пасіка.